# Jussi Jääskeläinen
Jussi Albert Jääskeläinen (kiejtése: 'jusːi 'jæːskelæjnen) (Mikkeli, 1975. április 19. –) finn labdarúgó.

## Pályafutása
Jääskeläinen Finnországban kezdte pályafutását az MP Mikkeli csapatában 1992-ben, 1994-ben pedig már a csapat első számú kapusa lett. 1996-ban átigazolt a VPS Vaasa-hoz, ahol két szezon erejéig játszott.
Jääskeläinent 1997-ben igazolta le az angol Bolton Wanderers, és hamar a csapat első számú kapusává vált. Egy emlékezetes Blackpool elleni meccsen egymás után 2 büntetőt is kivédett. 300-adik mérkőzését a klub színeiben a Liverpool ellen játszotta 2007. január 1-jén. 2007. május 13-án jelölték az "Év Bolton Játékosa", valamint az "Év játékosa a játékosok szerint" díjakra, miután csapatát UEFA-kupa indulást érő helyre segítette a bajnokságban.

### Válogatott
Jääskeläinen 1998. március 25-én debütált a válogatottban Málta ellen. Évekig csak második számú kapusként számítottak rá, de mikor a korábbi első számú kapus, Antti Niemi 2005-ben lemondta a válogatottságot, Jääskeläinen lett a finnek első számú kapusa.

## Külső hivatkozások
- Jääskeläinen a West Ham oldalán
- Jussi Jääskeläinen pályafutásának statisztikái a Soccerbase oldalon (angolul)